# 津久井 (横須賀市)
津久井（つくい）は、神奈川県横須賀市の地名。現行行政地名は津久井一丁目から津久井五丁目。住居表示実施済区域。

## 地理
横須賀市の南部にある北下浦地区に属し、北西に須軽谷、北に武、東に長沢とグリーンハイツ、西に三浦市と接している。

### 河川
- 津久井川

### 地価
住宅地の地価は、2023年（令和5年）1月1日の公示地価によれば、津久井1-20-26の地点で10万3000円/m2となっている。

## 世帯数と人口
2023年（令和5年）4月1日現在（横須賀市発表）の世帯数と人口は以下の通りである。
| 丁目         | 世帯数    | 人口    |
| ------------ | --------- | ------- |
| 津久井一丁目 | 783世帯   | 1,628人 |
| 津久井二丁目 | 1,322世帯 | 2,533人 |
| 津久井三丁目 | 544世帯   | 1,166人 |
| 津久井四丁目 | 174世帯   | 342人   |
| 津久井五丁目 | 159世帯   | 419人   |
| 計           | 2,982世帯 | 6,088人 |

### 人口の変遷
国勢調査による人口の推移。
| 年                 | 人口  |
| ------------------ | ----- |
| 1995年（平成7年）  | 7,741 |
| 2000年（平成12年） | 6,757 |
| 2005年（平成17年） | 6,652 |
| 2010年（平成22年） | 6,766 |
| 2015年（平成27年） | 6,596 |
| 2020年（令和2年）  | 6,111 |

### 世帯数の変遷
国勢調査による世帯数の推移。
| 年                 | 世帯数 |
| ------------------ | ------ |
| 1995年（平成7年）  | 2,572  |
| 2000年（平成12年） | 2,490  |
| 2005年（平成17年） | 2,561  |
| 2010年（平成22年） | 2,732  |
| 2015年（平成27年） | 2,788  |
| 2020年（令和2年）  | 2,658  |

## 学区
市立小・中学校に通う場合、学区は以下の通りとなる（2022年3月時点）。
- 丁目、番・番地等 : 
  - 小学校 : 横須賀市立津久井小学校
  - 横須賀市立北下浦小学校
  - 中学校 : 横須賀市立北下浦中学校

## 事業所
2021年（令和3年）現在の経済センサス調査による事業所数と従業員数は以下の通りである。
| 丁目         | 事業所数  | 従業員数 |
| ------------ | --------- | -------- |
| 津久井一丁目 | 53事業所  | 528人    |
| 津久井二丁目 | 53事業所  | 269人    |
| 津久井三丁目 | 13事業所  | 73人     |
| 津久井四丁目 | 8事業所   | 173人    |
| 津久井五丁目 | 11事業所  | 97人     |
| 計           | 138事業所 | 1,140人  |

### 事業者数の変遷
経済センサスによる事業所数の推移。
| 年                 | 事業者数 |
| ------------------ | -------- |
| 2016年（平成28年） | 143      |
| 2021年（令和3年）  | 138      |

### 従業員数の変遷
経済センサスによる従業員数の推移。
| 年                 | 従業員数 |
| ------------------ | -------- |
| 2016年（平成28年） | 819      |
| 2021年（令和3年）  | 1,140    |

## 交通

### 鉄道
- 京浜急行電鉄 久里浜線
  - 津久井浜駅

### 道路
- 国道134号

## 施設
- 神奈川県立津久井浜高等学校
- 横須賀市立津久井小学校
- 横須賀津久井郵便局[15]

## その他

### 日本郵便
- 郵便番号 : 239-0843[2]（集配局 : 久里浜郵便局[16]）。